# Chachapoyas (provins)
Chachapoyas är en av sju provinser som utgör departementet Amazonas i nordöstra Peru. Det gränsar i norr till provinserna Luya och Bongará och Rioja (San Martín), i öster till Rodríguez de Mendoza och Huallaga (San Martín); i söder till Bolívar (La Libertad) och i väster Celedin (Cajamarca). Provinsen skapades genom lag den 21 november 1832, utfärdad av president Agustín Gamarra.
Befolkningen uppgick vid folkräkningen 2017 till 55 506 invånare.

## Indelning
Chachapoyas är indelad i 21 distrikt. Inom parentes anges antalet invånare enligt folkräkningen 2017:
| - Asunción (262) - Balsas (1 136) - Chachapoyas (32 589) - Cheto (642) - Chiliquín (585) - Chuquibamba (1 781) - Granada (480) - Huancas (1 258) - Jalca Grande (3 978) - Leimebamba (3 620) - Levanto (794) | - Magdalena (852) - Mariscal Castilla (1 367) - Molinopampa (2 176) - Montevideo (496) - Olleros (375) - Quinjalca (769) - San Francisco de Daguas (295) - San Isidro de Maino (580) - Soloco (1 224) - Sonche (247) |

## Centralort
Centralort i provinsen är staden Chachapoyas.